# ال‌جی جی۷ تین‌کیو
ال‌جی جی۷ تین‌کیو (به انگلیسی: LG G7 ThinQ) که به نام ال‌جی جی۷ هم شناخته می‌شود، یک گوشی هوشمند است که با سیستم عامل اندروید به عنوان بخشی از ال‌جی سری جی توسعه‌یافته‌است. پس از حدود یک هفته نشت رسمی توسط شرکت ال‌جی، از این گوشی در ۲ مه ۲۰۱۸ به صورت رسمی رونمایی شد. این دومین محصول از ال‌جی است که از نام تجاری ال‌جی تین‌کیو استفاده می‌کند. این گوشی جانشین مدل جی۶ می‌باشد. در ۲۹ ژوئن ۲۰۱۸ یک به‌روزرسانی نرم‌افزاری برای ضبط فیلم ۴کی با سرعت ۶۰ فریم بر ثانیه برای این گوشی عرضه شد.

## مشخصات

### صفحه نمایش
صفحه نمایش گوشی ال‌جی جی۷ تین‌کیو دارای نمایشگر ۶٫۱ اینچی +QHD می‌باشد. رزولوشن این گوشی ۳۱۲۰ در ۱۴۴۰ است؛ و وجود بریدگی در بالای صفحه نمایش که قبلاً در موبایل‌های آیفون ده شاهدش بودیم نیز به این موبایل راه پیدا کرده‌است.

### دوربین
ال‌جی جی۷ تین‌کیو با دو دوربین ۱۶ مگاپیکسلی با دیافراگم اف / ۱٫۶ با ۷۱ درجه میدان دید و اف/ ۱٫۶ با ۱۰۷ درجه میدان دید روی خود دارد و دارای دوربین فیلمبرداری بسیاری قوی و دوربین سلفی ۸ مگاپیکسلی می‌باشد.

### باتری
باتری این گوشی ۳۰۰۰ میلی‌آمپر است و این باتری از جنس لیتیوم پلیمری و دارای قابلیت فست شارژ می‌باشد.